# Pseudococcus kingii
Pseudococcus kingii är en insektsart som först beskrevs av Cockerell 1897.  Pseudococcus kingii ingår i släktet Pseudococcus och familjen ullsköldlöss. Inga underarter finns listade i Catalogue of Life.